# Bathytricha truncata
Bathytricha truncata là một loài bướm đêm trong họ Noctuidae.